# 弗拉扎诺
弗拉扎诺（義大利語：Frazzanò），是意大利西西里大区墨西拿廣域市的一个市镇。总面积6平方公里，人口806人，人口密度134.3人/平方公里（2009年）。ISTAT代码为083026。